# 大夫第 (婺源李坑村)
大夫第，又名春蔼堂，位于江西省上饶市婺源县（旧属安徽省徽州府）秋口镇李坑村。该宅建于清咸丰年间，主人李文进随父亲李登瀛在广东经营茶叶生意，太平天国战事期间，捐官五品奉直大夫。于是在祖屋旁建此官宅，取名“春蔼堂”。
大夫第雕刻极为精美。正门石雕“狮子滚绣球”图案描绘书、钱、四季如意结和黄金叶，寓意“万般皆下品，唯有读书高”、“书中自有黄金屋”。木构件上布满木雕，梁上描绘桌下硕大的老鼠。二楼设有徽式“小姐楼”。
大夫第已作为李坑村古建群的子项目，列为婺源县文物保护单位。